# Chiesa della Santissima Concezione (Sticciano)
La chiesa della Santissima Concezione è un edificio sacro situato a Sticciano, nel comune di Roccastrada.

## Storia
La chiesa è ricordata come pieve nel 1188 con il titolo di Santa Mustiola. L'attuale edificio è stato costruito verso la metà del XIII secolo da maestranze locali, come documentato da un'iscrizione sull'abside che riporta la data del 1259. La chiesa ha ricevuto l'attuale titolo nella metà del XVII secolo, quando l'edificio di culto divenne patronato dei Piccolomini.

## Descrizione
Pur nella sua semplicità strutturale, a unica navata absidata, mostra alcuni elementi decorativi interessanti. Rosette, aquile stilizzate e una croce, di rozza fattura, ornano l'architrave del portale della facciata. Alcune mensolette scolpite figurano nel coronamento dell'abside.
All'interno si segnala una Madonna del Rosario con santa Caterina da Siena e san Domenico della fine del XVII secolo.